# Digital Underground
I Digital Underground sono stati un gruppo statunitense alternative hip hop, provenienti da Oakland e sono stati di notevole importanza nel genere West Coast Hip Hop.

## Storia del gruppo
Mentre la scena hip hop era predominata dall'hardcore, dal rap politico e chiassoso dei Public Enemy e dal gangsta rap degli N.W.A., i Digital Underground emersero dalla scena di Oakland con il loro stile "alternativo" che si discostava da entrambi. I Digital Underground crearono la maggior parte della loro musica campionando brani di P Funk, riportando così George Clinton all'attenzione del grande pubblico, sviluppando uno strano stile musicale, stranezza che venne accentuata dai costumi oltraggiosi di Shock-G. Il gruppo di Oakland era composto da Shock G (e il suo alter ego Humpty Hump), Money B, DJ Fuze e Chopmaster J.
Il loro album di esordio fu intitolato Sex Packets, il nome prende nome da una droga, creata da un immaginario scienziato pazzo (l'idea fu di Schmoovy Schmoov alias Earl Cook, un membro che lasciò subito il gruppo) che provocava allucinazioni a sfondo sessuale e orgasmi. Gli stessi N.W.A. per pubblicizzare l'album in uscita mandarono una Newsletter a varie cliniche della California parlando di questa "sex-packet", notizia che trovò poi spazio anche su USA Today (nella newsletter dicevano che fu la NASA a sintetizzare segretamente la sostanza per gli astronauti in missione). L'album risultò molto ironico, con molti "samples" dei Parliament/Funkadelic di George Clinton. "Underwater Rimes" fu il primo singolo estratto che inaspettatamente spopolò nei Paesi Bassi.
Furono gli stessi Digital Underground a scoprire Tupac Shakur che cominciò come ballerino e poi divenne membro del gruppo fino a quando cominciò la sua carriera solista. La band, dopo The Lost Flies del 1999 non ha più registrato nuovi album, ma continua a fare tour, Jacobs continua a intrattenere rapporti con i membri iniziali, anche dopo aver inciso il suo LP solista (sotto nome di Shock G) Fera of a Mixed Planet nel 2004. All'inizio di marzo del 2008 i Digital hanno firmato con l'etichetta Jake Records per pubblicare l'ultimo album studio ufficiale. Il nuovo album si intitolerà ...Cuz A d.u. Party Don't Stop!! e sarà il primo ad avere delle tracce video sui lie preferiti dai Digital Underground.

## Formazione attuale
La band è attualmente composta da:
- Shock G
- Money-B
- DJ Nu-Stylez
- 2Fly Eli

## Discografia
Album in studio
- 1990 – Sex Packets
- 1991 – Sons of the P
- 1993 – The Body-Hat Syndrome
- 1996 – Future Rhythm
- 1998 – Who Got the Gravy?
- 2008 – ..Cuz a D.U. Party Don't Stop!

EP
- 1991 – This Is an EP Release
- 2010 – The Greenlight EP

Raccolte
- 1991 – Yo! Rap Hits
- 1997 – Oakland Soul: The Bay Area Soundtrack
- 1999 – The Lost Files
- 2002 – No Nose Job: The Legend of Digital Underground
- 2002 – Outrageous Rap
- 2003 – Playwutchyalike: The Best of Digital Underground
- 2005 – Rhino Hi-Five: Digital Underground
- 2007 – Songs You Know: Ol' Skool Hip Hop
- 2008 – Westside Bugg Presents... The Best of the West

Colonne sonore
- Nient'altro che guai (1991)
- Don't Be a Menace to South Central While Drinking Your Juice in the Hood (1996)
- Tupac: Resurrection (2003)

DVD
- Digital Underground: Raw and Uncut (2004)
- Thug Angel: The Life of an Outlaw (2000)
- Tupac: Resurrection (2004)
- One Nation Under a Groove (2005)